# Golf Château de la Tournette
Golf Château de la Tournette is een Belgische golfclub nabij Brussel, in Nijvel, Waals-Brabant.
Het huidige kasteel dateert uit de 16de eeuw en ligt op een domein van 160 ha. Het werd vroeger als jachtslot gebruikt, sinds 1988 als clubhuis voor de golfers.

## De baan
Er zijn 45 holes, verdeeld over drie banen.
- De Engelse baan, in 1988 ontworpen door de Engelse golfbaanarchitect Martin Hawtree, heeft 18 holes en een par van 72 (tot 2014 was deze baan een par-71).
- De Amerikaanse baan, in 1988 ontworpen door de Amerikaanse golfbaanarchitect Bill Amick, heeft 18 holes en een par van 72.
- De Orival baan, ontworpen door de Belgische golfbaanarchitect Bruno Steensels, heeft 9 holes en een par van 27.

Op de Engelse en de Amerikaanse banen hebben golfbaanarchitecten Peter Alliss en Clive Clark nog wijzigingen aangebracht.